# Kuifje: De Zonnetempel
Kuifje: De Zonnetempel is een musical die op 15 september 2001 in wereldpremière ging in de Stadsschouwburg van Antwerpen. Het verhaal voor de musical is vrijwel volledig gebaseerd op het dubbelalbum De 7 kristallen bollen en De zonnetempel, beide geschreven en getekend door Hergé. Het creatieve team onder leiding van regisseur Frank Van Laecke bestond uit Dirk Brossé (muziek) en Seth Gaaikema (script). Omdat deze musical zo succesvol was volgde er in 2002 een Franstalige versie die plaatsvond in Charleroi. Beide versies werden geproduceerd door Tabas&Co en Moulinsart. Diezelfde producenten hadden ook plannen om Frankrijk te veroveren met Kuifje, maar dat is niet gebeurd. In 2007 kwam producent Musical Dreams op de planken met een herneming in het Nieuwe Luxor Theater in Rotterdam, het Kursaal in Oostende en de Stadsschouwburg van Antwerpen.

## Het verhaal
Het verhaal is gebaseerd op de Kuifje-albums De 7 kristallen bollen en De zonnetempel, met wat elementen uit De juwelen van Bianca Castafiore (om de rol van Bianca Castafiore wat aan te dikken).

## Vlaanderen (Antwerpen)
Op 15 september 2001 vond de wereldpremière van deze nieuwe musical plaats in de Stadsschouwburg van Antwerpen. Voor deze nieuwe voorstelling werd door producenten Tabas&Co en Moulinsart alles uit de kast gehaald om van deze musical een oogverblindend spektakel te maken. Om dit mogelijk te maken werd beroep gedaan op Frank Van Laecke, die de leiding nam over het creatieve team waaronder Dirk Brossé (muziek) en Seth Gaaikema (script). De kostuums, gelijkend op de kledij uit de strips, werden ontworpen door Yan Tax en de decorstukken die plaatjes uit de albums tot leven moesten wekken zijn een creatie van Paul Gallis. De laatste voorstelling vond plaats op 17 februari 2002, het was hiermee meteen de succesvolste Vlaamse creatie ooit.

### Bezetting
- Kuifje - Tom Van Landuyt
- Bobbie - Zohra en Zihna
- Kapitein Haddock - Henk Poort
- Bianca Castafiore - Jacqueline Van Quaille
- Jansen - Chris Van den Durpel
- Janssen - Guido Naessens
- Professor Zonnebloem - Frans Van der Aa
- Grote Inca - Chris De Moor
- Bergamot - Ernst Van Looy
- Fleur - Lauren De Ruyck
  - Thaïni Heremans
  - Ianthe Tavernier
  - Céline Verbeeck
  - Daphne Paelinck
  - Sophie Jaspers
  - Astrid De Cadt
  - Stefanie De Ceuster
  - Sara Gracia
  - Laure Campion
  - Marian Ghesquière
- Zorrino
  - Thomas Van Goethem
  - Brendam James Clare
  - Matthew Michel
  - Stef Aerts
  - Clara Cleymans
  - Jonathan Demoor
  - Rob Teuwen
  - Lukas Deroo
  - Daan Vervoort

#### Alternates
- Kuifje - Jurgen Stein
- Kapitein Haddock - Rob van der Meule en Johan Verminnen
- Bianca Castafiore - Daphne Druijf
- Grote Inca - Marc Meersman

#### Understudy's
- Kuifje - Sam Verhoeven
- Kapitein Haddock - Guido Naessens
- Jansen - Jan Vandeloo
- Janssen - Stefan Hamblok
- Professor Zonnebloem - Ton Peeters
- Grote Inca - Pieter Korteknie
- Bergamot - Dirk Van Vaerenbergh

#### Ensemble
- Erwin Aarts (swing)
- Tine Brouwers (ensemble)
- Gaëtan Bruno (ensemble)
- Tijl Dauwe (ensemble)
- Katrien De Muynck (ensemble, Irma)
- Daphne Druijf (ensemble)
- Frank Engel (ensemble)
- Stefan Hamblok (ensemble)
- Pieter Korteknie (ensemble, Nestor)
- Silvia Kottman (swing)
- Joop Leiwakabessij (ensemble)
- Els Mortelmans (ensemble)
- Ton Peeters (ensemble, Igor en theaterdirecteur)
- Kietje Sewrattan (ensemble en Yamillay)
- Allison Spalding (swing)
- Jurgen Stein (ensemble)
- Michele Tesoro (ensemble en Bruno)
- Jan Vandeloo (swing)
- Jacqueline Van der Pol (ensemble)
- Marianne Van der Veken (ensemble en mevrouw Heining)
- Anneke van Hooff (ensemble)
- Dirk Van Vaerenbergh (ensemble en Fakir)
- Sam Verhoeven (ensemble)
- Hilde Weber (ensemble)

## Wallonië (Charleroi)
Op 23 maart 2002 vond de première plaats in het Palais des Beaux-Arts in Charleroi. Deze Franstalige versie geproduceerd door Tabas&Co en Moulinsart is ondanks de taal volledig identiek qua programma en decor met de Vlaamse versie uit 2001. Er werd wederom beroep gedaan op het originele creatieve team onder leiding van Frank Van Laecke, de vertaling naar het Frans werd verzorgd door Didier Van Cauwelaert. De kostuums en decorstukken uit Antwerpen werden ook voor deze Waalse versie gebruikt, enkel de rolbezetting op een paar namen na werd volledig gewijzigd.

### Bezetting
- Tintin - Vincent Heden
- Milou - Zohra en Zihna
- Capitaine Haddock - Frayne McCarthy
- Bianca Castafiore - Jacqueline Van Quaille en France Emond
- Dupond - Franck Vincent
- Dupont - François Langlois
- Professeur Tournesol - Jacky Druaux
- Grand Inca - Pierre-Yves Duchesne
- Bergamotte - Ernst Van Looy
- Fleur
  - Charlotte Campion
  - Mélanie Carlier
  - Ysatis Dussenwart
  - Hélène Latora
  - Axelle Vanhaverbeke
  - Elise Viola
  - Clémence Vuckovic
- Zorrino
  - Johnathan Delander
  - Bastien Delbart
  - Simone Di Fato
  - Etienne Marez
  - Kevin Marion
  - Jérémy Petit
  - Maxime Van Eerdewegh

#### Alternates
- Verder aan te vullen

#### Understudy's
- Tintin - Sylvain Joulie, Vincent chad Boutry
- Capitaine Haddock - Fabrice Pillet
- Bianca Castafiore - Isabelle Roeland
- Tournesol/Nestor/Fakir - Herve Lewandowski
- Dupond et Dupont - Rabah Alouane
- Grand Inca - Fabrice Deroo
- Bergamotte - Joel Minet
- Igor - Vincent chad Boutry
- Directeur - Rabah Alouane
- Bruno - Dennis Astorga
- Madame Clairmont - Catherine Arondel
- Irma - Khémi ferrey
- Yamilah - Alexia Rey
- Grand'prètresse - Anne Riquel

#### Ensemble
- Rabah Aliouane
- Catherine Arondel
- Dennis Astorga
- Nathalie Auvray
- Christophe Borie
- Vincent Boutry
- Gaëtan Bruno
- Gwénaëlle Deram
- Fabrice Deroo
- Khémi Ferrey
- Audrey Fiorini
- Sylvain Hagège
- Sylvain Joulie
- Hervé Lewandoski
- Joël Minet
- Fabrice Pillet
- Alexia Rey
- Anne Riquel
- Isabelle Roeland
- Allison Spalding
- Brice Tripard
- Cathy Vanderstappen

## Frankrijk (Parijs)
Verder aan te vullen

### Geplande bezetting
- Tintin - Vincent Heden
- Milou - Zohra en Zihna
- Capitaine Haddock - Patrick Rocca
- Bianca Castafiore - Jacqueline Van Quaille en France Emond
- Dupond - Franck Vincent
- Dupont - François Langlois
- Professeur Tournesol - Jacky Druaux
- Grand Inca - Pierre-Yves Duchesne
- Bergamotte - Ernst Van Looy
- Fleur
  - Zou worden gespeeld door meerdere meisjes
- Zorrino
  - Zou worden gespeeld door meerdere jongens

## Nederland (Rotterdam)
Op 22 mei 2007 vond de première plaats in het Nieuwe Luxor Theater in Rotterdam. Deze nieuwe Nederlandstalige versie geproduceerd door Musical Dreams en Moulinsart vertoont enkele verschillen in het programma en het decor in vergelijking met de oorspronkelijke versie uit 2001. Voor de vernieuwingen werd wederom beroep gedaan op het originele creative team onder leiding van Frank Van Laecke. De laatste voorstelling vond plaats op 17 juni 2007, hierna verhuisde de voorstelling naar Oostende.

### Bezetting
- Kuifje - Jelle Cleymans
- Bobbie - Zohra en Zihna
- Kapitein Haddock - Henk Poort
- Bianca Castafiore - Miranda van Kralingen
- Jansen, theaterdirecteur - Walter Baele
- Janssen - Dick Cohen
- Professor Zonnebloem - Steve De Schepper
- Grote Inca - Richard Spijkers
- Bergamot - Bert Simhoffer
- Fleur
  - Ashton van Beurden
  - Hannah Joy Lasonder
  - Rose-Anne van Elswijk
  - Lonneke van den Bosch
  - Maral van der Spek
  - Juliette Korthals-Altes
- Zorrino
  - Roy Goldman
  - Ryan Beekhuizen
  - Lowik Pieters
  - Menno Berg
  - Josha Stradowski

#### Alternates
- Bianca Castafiore: An Lauwereins

#### Understudy's
- Kuifje - Cristophe Coenegrachts
- Kapitein Haddock - Richard Spijkers
- Grote Inca en Bergamot - Yann van den Branden

#### Ensemble
- Dorien Ackx (ensemble)
- Yannick Baetens (swing)
- Barry Beijer (ensemble)
- Frank Beurskens (ensemble)
- Ellen Braet (ensemble)
- Maudy Bremer (ensemble, Irma)
- Cristophe Coenegrachts (ensemble, Igor)
- Mauricio de Kok (ensemble)
- Marleen de Vries (ensemble)
- Deborah De Ridder (ensemble, mevrouw Heining)
- David Hardenberg (ensemble)
- Renske Hoeksema (swing, Dance Captain)
- Danny Houtkooper (ensemble)
- Frank Lunenburg (ensemble)
- Nadine Nijman (ensemble)
- Kietje Sewrattan (ensemble, Yamillay en hoge priesteres)
- Marieke Scheers (ensemble)
- Yann van den Branden (ensemble, Nestor en Fakir)

## Vlaanderen (Oostende/Antwerpen)
Op 8 juli 2007 vond de première plaats in het Kursaal in Oostende. Deze nieuwe Vlaamse versie geproduceerd door Musical Dreams en Moulinsart vertoont enkele verschillen in het programma en het decor in vergelijking met de oorspronkelijke versie uit 2001. Voor de vernieuwingen werd wederom beroep gedaan op het originele creative team onder leiding van Frank Van Laecke. De Nederlandse kostuums en decorstukken uit Rotterdam werden ook voor deze Vlaamse versie gebruikt, ook de rolbezetting bleef grotendeels ongewijzigd. De laatste voorstelling vond plaats op 19 augustus 2007, vanaf 18 oktober 2007 was de voorstelling uiteindelijk terug te zien in Antwerpen.

### Bezetting
- Kuifje - Jelle Cleymans
- Bobbie - Zohra en Zihna
- Kapitein Haddock - Henk Poort en Karel Deruwe
- Bianca Castafiore - Miranda van Kralingen
- Jansen, theaterdirecteur - Walter Baele
- Janssen - Dirk Lavrysen
- Professor Zonnebloem - Steve De Schepper
- Grote Inca - Richard Spijkers
- Bergamot - Bert Simhoffer
- Fleur
  - Kalinka Verschraegen
  - Lauren De Ruyck
  - Laura Van Cauteren
  - Charlotte Dommershausen
  - Mathilde Geysen
  - Janna Zasada
  - Flore Geuns
  - Ashton Van Beurden (enkel in Antwerpen)
- Zorrino
  - Didier Houttequiet
  - Dries De Vis
  - Florian Slangen
  - Sven Maertens
  - Maarten Van Hove
  - Jesse De Roo
  - Thomas Van Hulle

#### Alternates
- Kapitein Haddock - Richard Spijkers
- Bianca Castafiore - An Lauwereins
- Grote Inca - Yann Van den Branden

#### Understudy's
- Kuifje - Cristophe Coenegrachts
- Jansen - Frank Lunenburg
- Janssen, Nestor en Fakir - Barry Beijer
- Professor Zonnebloem - Frank Beurskens
- Bergamot - Yann Van den Branden
- Irma - Ellen Breat

#### Ensemble
- Dorien Ackx (ensemble)
- Yannick Baetens (swing)
- Barry Beijer (ensemble)
- Frank Beurskens (ensemble)
- Ellen Braet (ensemble)
- Maudy Bremer (ensemble, Irma)
- Cristophe Coenegrachts (ensemble, Igor)
- Mauricio De Kok (ensemble)
- Marleen de Vries (ensemble)
- Deborah De Ridder (ensemble, mevrouw Heining)
- David Hardenberg (ensemble)
- Renske Hoeksema (ewing, Dance Captain)
- Danny Houtkooper (ensemble)
- Frank Lunenburg (ensemble)
- Nadine Nijman (ensemble)
- Kietje Sewrattan (ensemble, Yamillay en hoge priesteres)
- Marieke Scheers (ensemble)
- Nordin De Moor (ensemble)
- Yann Van den Branden (ensemble, Nestor en Fakir)

## Programma

### Akte 1
1. HET INCAGRAF - PERU
  - Rascar Capac
2. HET STATION
  - Kuifje en Bobbie
3. KASTEEL MOLENSLOOT
  - Niets in de mouw
4. PALACE VARIÉTÉ THEATER
  - Ah, ik lach (Duet voor diva en hond)
  - De hypnose
  - Niets in de mouw (reprise) (niet in versie 2007)
  - De 7 Kristallen Bollen
5. DE BIBLIOTHEEK VAN PROFESSOR BERGAMOT
  - De professorenwals (niet in versie 2007)
  - Alles onder controle
6. HET HOSPITAAL
  - Besmet
  - Kuifje, help ons
7. DE TUIN VAN PROFESSOR BERGAMOT
  - De zon
  - Wandelen in de zon met Zonnebloem
8. KASTEEL MOLENSLOOT
  - De Milanese nachtegaal
  - Duizend bommen en granaten
9. DE HAVEN
  - Duizend bommen en granaten (reprise)
  - Finale deel 1

### Akte 2
1. DE MARKT IN CALLAO - PERU
  - No sé
  - Alles onder controle (reprise)
  - In het rijk van arm en rijk
2. DE OPERALOGE VAN BIANCA CASTAFIORE / DE REIS
  - Het leven is als een opera
  - Vriendschap tot het eind der tijden
3. DE TELEFOONCEL
  - De Slinger
4. DE OPERALOGE VAN BIANCA CASTAFIORE / HET OERWOUD
  - Als het kampvuur brandt
5. DE WATERVAL
6. DE ZONNETEMPEL
  - Rascar Capac (reprise)
  - De Zonnetempel
  - Oh, Grote inca
  - Zonnegod, U bent groot (verving de bovenstaande drie in versie 2007)
7. DE JANSSENS SLINGEREN SLINGEREND VERDER (enkel in versie 2007)
8. DE CEL
  - Afscheid van de whisky
  - Naar het licht (niet in versie 2007)
  - Afscheid van Zorrino
9. DE BRANDSTAPEL
  - De brandstapel
  - De zon
  - Finale

### Acte 1
1. LA GROTTE DE L'INCA - PÉROU
  - Rascar Capac
2. LA GARE
  - Tintin et Milou
3. LE CHÂTEAU MOULINSART
  - Riens dans les manches
4. THÉATRE DU VARIÉTÉ PALACE
  - Ah, je ris (duo pour diva et chien)
  - L'hypnose
  - Les 7 boules de cristal
5. LA BIBLIOTHÈQUE DU PROFESSEUR BERGAMOTTE
  - La valse des professeurs
  - Contrôle total
6. LA CLINIQUE
  - Contaminées
  - Tintin, aide nous
7. LE JARDIN DU PROFESSEUR BERGAMOTTE
  - Soleil
  - Promenade avec Tournesol
8. LE CHÂTEAU MOULINSART
  - Le rossignol Milanais
  - Tonnerre de Brest
9. LE PORT
  - Tonnerre de Brest (reprise)
  - Finale l'acte 1

### Acte 2
1. LE MARCHÉ DE CALLAO - PÉROU
  - No sé
  - Contrôle total (reprise)
  - L'empire des riches
2. LA LOGE D'OPERA DE BIANCA CASTAFIORE / LE VOYAGE
  - La vie est un opéra
  - Milou et moi
3. LA CABINE TÉLÉPHONIQUE
  - Le pendule
4. LA LOGE D'OPERA DE BIANCA CASTAFIORE / LA JUNGLE
  - Feu de joie
5. LA CHUTE D'EAU
6. LE TEMPLE DU SOLEIL
  - Rascar Capac (reprise)
  - Le Temple du Soleil
  - Prière de Zorrino
7. LA PRISON
  - Adieu au whisky
  - Le bateau-journal
8. LE BÛCHER
  - Le bûcher
  - Soleil
  - Finale

## Decor en speciale effecten
In totaal zitten er 68 decorwisselingen in deze musical, waaronder een aantal speciale effecten:
- Een klif die splitst in twee en de mummie van Rascar Capac onthult
- Een stoomtrein die het station binnenrijdt
- De 7 expeditieleden gevangen in 7 kristallen bollen (niet in de versie van 2007)
- Bliksemende vuurbal die professor Zonnebloem in de lucht doet zweven
- Opstijgend watervliegtuig
- Een dalende condor met Kuifje aan zijn poten
- Een waterval, met 6,5 ton water; in de versie van 2007 werd het een digitale waterval
- Een totale zonne-eclips

## Trivia
Tijdens de voorstellingen in Antwerpen in 2007 moest de show op 2 verschillende dagen (waaronder de première) stilgelegd worden wegens problemen met het diafragmasysteem.

## Prijzen
- 2007: Vlaamse Musicalprijs voor Beste musical - nominatie